# William Arias
William 'Negron' Arias (Ibagué, 27 de agosto de 1990) es un futbolista colombiano. Juega como arquero y su equipo actual es el NK Jedinstvo Bihac de Bosnia y Herzegovina.

## Trayectoria

### Inicios
William comenzó su carrera en Colombia con Corporación Club Deportes Tolima. En 2008 William militando con Deportes Tolima, sufre una extraña enfermedad llamada Síndrome de Guillain-Barré, logrando recuperarse satisfactoriamente de esta extraña enfermedad que por poco lo margina del fútbol profesional.

### FC Oțelul Galați
Luego de una satisfactoria recuperación del Síndrome de Guillain-Barré , El 27 de agosto de 2009 es traspasado al balompié Rumano y Firma un contrato de cuatro años con FC Oțelul Galați de Rumania, logrando ser parte del histórico título por primera vez en la historia en la temporada 2010-2011 con el que logra una histórica clasificación a la fase de grupos de un de los torneos más importantes Champions League.

### FC Callatis Mangalia
En 2011,  es cedido en préstamo FC Callatis Mangalia y juega en el FC Callatis Mangalia equipo que asciende a la segunda división.

### FC Hunedoara
Para el 2012 llega al FC Hunedoara de Rumania con el que disputa la tercera división.

### Itaguí
A mediados del 2012 se vincula al Itagüí.

### Corporación Club Deportes Tolima.
Luego se confirma el regreso por segunda vez a Corporación Club Deportes Tolima en el 2013 de la capital musical de Colombia. En el 2014 salió campeón de la copa Colombia 2014.

## Clubes
| Club                | País                 | Año           |
| ------------------- | -------------------- | ------------- |
| Deportes Tolima     | Colombia             | 2008 - 2009   |
| Oțelul Galați       | Rumania              | 2009 - 2010   |
| Callatis Mangalia   | Rumania              | 2011          |
| FC Hunedoara        | Rumania              | 2011 - 2012   |
| Oțelul Galați       | Rumania              | 2012          |
| Águilas Doradas     | Colombia             | 2013          |
| Deportes Tolima     | Colombia             | 2013-2016     |
| Universidad Cruceña | Bolivia              | 2018          |
| Jedinstvo Bihac     | Bosnia y Herzegovina | 2020-presente |

## Palmarés

### Campeonatos nacionales
| Título            | Club                               | País     | Año  |
| ----------------- | ---------------------------------- | -------- | ---- |
| Liga 1 Bergenbier | Oțelul Galați                      | Rumania  | 2010 |
| Liga III          | Callatis Mangalia                  | Rumania  | 2011 |
| Copa Colombia     | Deportes Tolima                    | Colombia | 2014 |
| ACF Primera A     | Club Deportivo Universidad Cruceña | Bolivia  | 2018 |